# سرگی کلوتسوف
سرگی کلوتسوف (انگلیسی: Sergei Klevtsov؛ زادهٔ ۳۰ ژانویهٔ ۱۹۵۴) بازیکن هاکی روی چمن اهل روسیه است.